# BBC Sessions 1964-1977
Pour les articles homonymes, voir BBC Sessions.
Albums de The Kinks
To the Bone
(1994)
BBC Sessions 1964-1977 est un album des Kinks sorti en 2001. Comme son titre l'indique, il reprend le contenu de sessions d'enregistrement pour la BBC ayant eu lieu entre 1964 et 1977.

## Titres

### Disque 1
| No  | Titre                                     | Durée |
| --- | ----------------------------------------- | ----- |
| 1.  | Interview                                 |       |
| 2.  | You Really Got Me                         |       |
| 3.  | Interview                                 |       |
| 4.  | Cadillac                                  |       |
| 5.  | All Day and All of the Night              |       |
| 6.  | Tired of Waiting for You                  |       |
| 7.  | Ev'rybody's Gonna Be Happy                |       |
| 8.  | See My Friends                            |       |
| 9.  | This Strange Effect                       |       |
| 10. | Milk Cow Blues                            |       |
| 11. | Wonder Where My Baby Is Tonight           |       |
| 12. | Till the End of the Day                   |       |
| 13. | Where Have All the Good Times Gone        |       |
| 14. | Death of a Clown (Dave Davies)            |       |
| 15. | Love Me Till the Sun Shines (Dave Davies) |       |
| 16. | Harry Rag                                 |       |
| 17. | Good Luck Charm                           |       |
| 18. | Waterloo Sunset                           |       |
| 19. | Monica                                    |       |
| 20. | Days                                      |       |
| 21. | The Village Green Preservation Society    |       |

### Disque 2
| No  | Titre                                      | Durée |
| --- | ------------------------------------------ | ----- |
| 1.  | Mindless Child of Motherhood (Dave Davies) |       |
| 2.  | Holiday                                    |       |
| 3.  | Demolition                                 |       |
| 4.  | Victoria                                   |       |
| 5.  | Here Comes Yet Another Day                 |       |
| 6.  | Money Talks                                |       |
| 7.  | Mirror of Love                             |       |
| 8.  | Celluloid Heroes                           |       |
| 9.  | Skin and Bone                              |       |
| 10. | Get Back in Line                           |       |
| 11. | Did You See His Name?                      |       |
| 12. | When I Turn Off the Living Room Light      |       |
| 13. | Skin and Bone                              |       |
| 14. | Money Talks                                |       |

## Musiciens
- Ray Davies : chant, guitare
- Dave Davies : chant, guitare, chœurs
- Mick Avory : batterie
- Pete Quaife : basse, chœurs (CD 1, 4-21 ; CD 2, 11-12)
- John Dalton : basse (CD 2, 1-9 & 13-14)